# 真聖女王
真聖女王（しんせいじょおう、? - 897年12月31日）は、新羅下代（676年 - 935年）の唯一の女王で、三国時代を含めれば3番目、最後の女王である（在位：887年 - 897年）。日本では平安時代の宇多天皇と同時代である。
姓は金、諱は曼または垣。景文王（在位：861年 - 875年）の娘で、憲康王（在位875年 - 886年）や定康王（在位886年 - 887年）の妹である。在位1年で病に倒れた定康王の遺言により、妹の金曼が即位することになった。
『三国史記』によれば、真聖女王はもともと叔父である角干（1等官）の金魏弘（景文王の弟）と愛人関係であったが、即位すると常に入内させて用いていた。間もなく魏弘が卒すると、恵成大王の名を贈った。その後は美貌の青少年2、3名を密かに引き入れて姦淫し、彼らに要職を授けて国政を委ねた。このため綱紀はおおいに弛緩した。
この女王の治世には国内で反乱が続発し、後三国時代の幕開けとなる。治世11年にして、女王は「盗賊蜂起、此れ孤の不徳なり」と宣言し、「太子」に譲位した。この年12月、女王は金城（慶州）の北宮で死去した。
真聖女王の後継となった孝恭王（在位：897年 - 912年）は実子ではなく、憲康王の庶子である。その孝恭王も子なくして亡くなり、憲康王の娘（庶子）と結婚した朴景暉が国人の推戴で即位する。これが神徳王（在位：912年 - 917年）である。その後、景明王・景哀王・敬順王と続き、935年に新羅は滅亡する。
『三国史記』によれば、真聖王の2年（888年）、金魏弘と大久和尚に郷歌の編纂を命じ『三代目』（サムデムク）という歌集を編纂させたとされるが、現代にまで伝わっていない。